# Darren Turcotte
Pour les articles homonymes, voir Turcotte.
Darren Turcotte (né le 2 mars 1968 à Boston, dans l'État du Massachusetts aux États-Unis) est un joueur professionnel retraité de hockey sur glace ayant évolué à la position de centre.

## Carrière
Réclamé au sixième tour par les Rangers de New York lors du repêchage de 1986 de la Ligue nationale de hockey alors qu'il évolue pour les Centennials de North Bay de la Ligue de hockey de l'Ontario, Darren Turcotte retourne avec ces derniers pour les deux saisons suivantes, étant appelé à représenter les États-Unis à l'occasion des championnats mondiaux de 1987 et 1988.
Après ce dernier tournoi, il devient joueur professionnel en rejoignant le club affilié aux Rangers dans la Ligue internationale de hockey, les Rangers du Colorado avec qui il termine la saison 1987-1988. Partageant la saison suivante entre la LNH et la LIH, il obtient en 1989 un poste permanent dans la grande ligue et reste au sein de l'organisation new-yorkaise pour les cinq saisons qui suivent. Au cours de ce séjour, il fait une apparition au niveau international lors du championnat du monde de 1993.
Échangé aux Whalers de Hartford au cours de la saison 1993-1994, il reste avec ceux-ci durant une saison de plus avant de passer aux mains des Jets de Winnipeg. Après n'avoir disputé que 59 rencontres sous les couleurs des Jets, ces derniers l'envoient aux Sharks de San José à la date limite des transactions en mars 1996 en retour de Craig Janney.
Il reste pour une année de plus avec les Sharks avant de passer aux mains des Blues de Saint-Louis avec qui il évolue une saison. Échangé aux Predators de Nashville le jour du repêchage d'expansion de ces derniers, il voit sa saison 1998-1999 être écourté en raison d'une blessure à un genou puis, après avoir disputé neuf rencontres avec les Predators en 1999-2000, il annonce son retrait de la compétition.

## Statistiques

### Statistiques en club
| Saison     | Équipe                   | Ligue      |     | Saison régulière | Saison régulière | Saison régulière | Saison régulière | Saison régulière |    | Séries éliminatoires | Séries éliminatoires | Séries éliminatoires | Séries éliminatoires | Séries éliminatoires |
| Saison     | Équipe                   | Ligue      | PJ  | B                | A                | Pts              | Pun              | PJ               | B  | A                    | Pts                  | Pun                  |                      |                      |
| 1984-1985  | Centennials de North Bay | LHO        | 62  | 33               | 32               | 65               | 28               | 8                | 0  | 2                    | 2                    | 0                    |                      |                      |
| 1985-1986  | Centennials de North Bay | LHO        | 62  | 35               | 37               | 72               | 35               | 10               | 3  | 4                    | 7                    | 8                    |                      |                      |
| 1986-1987  | Centennials de North Bay | LHO        | 55  | 30               | 48               | 78               | 20               | 18               | 12 | 8                    | 20                   | 6                    |                      |                      |
| 1987-1988  | Centennials de North Bay | LHO        | 32  | 30               | 33               | 63               | 16               | 4                | 3  | 0                    | 3                    | 4                    |                      |                      |
| 1987-1988  | Rangers du Colorado      | LIH        | 8   | 4                | 3                | 7                | 9                | 6                | 2  | 6                    | 8                    | 8                    |                      |                      |
| 1988-1989  | Rangers de New York      | LNH        | 20  | 7                | 3                | 10               | 4                | 1                | 0  | 0                    | 0                    | 0                    |                      |                      |
| 1988-1989  | Rangers de Denver        | LIH        | 40  | 21               | 28               | 49               | 32               |                  |    |                      |                      |                      |                      |                      |
| 1989-1990  | Rangers de New York      | LNH        | 76  | 32               | 34               | 66               | 32               | 10               | 1  | 6                    | 7                    | 4                    |                      |                      |
| 1990-1991  | Rangers de New York      | LNH        | 74  | 26               | 41               | 67               | 37               | 6                | 1  | 2                    | 3                    | 0                    |                      |                      |
| 1991-1992  | Rangers de New York      | LNH        | 71  | 30               | 23               | 53               | 57               | 8                | 4  | 0                    | 4                    | 6                    |                      |                      |
| 1992-1993  | Rangers de New York      | LNH        | 71  | 25               | 28               | 53               | 40               |                  |    |                      |                      |                      |                      |                      |
| 1993-1994  | Rangers de New York      | LNH        | 13  | 2                | 4                | 6                | 13               |                  |    |                      |                      |                      |                      |                      |
| 1993-1994  | Whalers de Hartford      | LNH        | 19  | 2                | 11               | 13               | 4                |                  |    |                      |                      |                      |                      |                      |
| 1994-1995  | Whalers de Hartford      | LNH        | 47  | 17               | 18               | 35               | 22               |                  |    |                      |                      |                      |                      |                      |
| 1995-1996  | Jets de Winnipeg         | LNH        | 59  | 16               | 16               | 32               | 26               |                  |    |                      |                      |                      |                      |                      |
| 1995-1996  | Sharks de San José       | LNH        | 9   | 6                | 5                | 11               | 4                |                  |    |                      |                      |                      |                      |                      |
| 1996-1997  | Sharks de San José       | LNH        | 65  | 16               | 21               | 37               | 16               |                  |    |                      |                      |                      |                      |                      |
| 1997-1998  | Blues de Saint-Louis     | LNH        | 62  | 12               | 6                | 18               | 26               | 10               | 0  | 0                    | 0                    | 2                    |                      |                      |
| 1998-1999  | Predators de Nashville   | LNH        | 40  | 4                | 5                | 9                | 16               |                  |    |                      |                      |                      |                      |                      |
| 1999-2000  | Predators de Nashville   | LNH        | 9   | 0                | 1                | 1                | 4                |                  |    |                      |                      |                      |                      |                      |
| Totaux LNH | Totaux LNH               | Totaux LNH | 635 | 195              | 216              | 411              | 301              | 35               | 6  | 8                    | 14                   | 12                   |                      |                      |

### Statistiques en équipe nationale
| Année | Équipe     | Compétition                 |   | PJ | B | A  | Pts | Pun      |  | Résultats |
| 1987  | États-Unis | Championnat du monde junior | 7 | 6  | 4 | 10 | 8   | 4e place |  |           |
| 1988  | États-Unis | Championnat du monde junior | 7 | 2  | 2 | 4  | 6   | 6e place |  |           |
| 1993  | États-Unis | Championnat du monde        | 6 | 2  | 1 | 3  | 0   | 6e place |  |           |

## Honneurs et trophées
Ligue nationale de hockey
- Invité au Match des étoiles de la Ligue nationale de hockey en 1991.

## Transactions en carrière
- Repêchage 1986 : réclamé par les Rangers de New York (6e choix de l'équipe, 114e au total).
- 2 novembre 1993 : échangé par les Rangers avec James Patrick aux Whalers de Hartford en retour de Steve Larmer, Nick Kypreos, Barry Richter et du choix de sixième ronde des Whalers au repêchage de 1994 (les Rangers sélectionnent avec ce choix Iouri Litvinov).
- 6 octobre 1995 : échangé par les Whalers aux Jets de Winnipeg en retour de Nelson Emerson.
- 18 mars 1996 : échangé par les Jets avec le choix de deuxième ronde des Stars de Dallas au repêchage de 1996 (acqui précédemment et échangé par la suite aux Blackhawks de Chicago qui sélectionnent avec ce choix Rémi Royer) aux Sharks de San José en retour de Craig Janney.
- 24 juillet 1997 : échangé par les Sharks aux Blues de Saint-Louis en retour de Stéphane Matteau.
- 26 juin 1998 : échangé par les Blues aux Predators de Nashville en retour de considérations futures.
- 18 novembre 1999 : rate la majorité de la saison 1999-2000 en raison d'une blessure à un genou subi lors d'un match contre les Canadiens de Montréal.
- 14 mars 2000 : annonce son retrait de la compétition.